# Thongbanh Sengaphone
Thongbanh Sengaphone (* 2. Mai 1953 in Thouai Beang, Provinz Bolikhamsai; † 17. Mai 2014 in Ban Nadi, Provinz Xieng Khouang) war ein laotischer Politiker.

## Leben
Im Frühjahr 2005 wurde Sengaphone zum Minister für öffentliche Sicherheit ernannt und übte das Amt bis zu seinem Tod im Mai 2014 aus. Zuvor bekleidete Thongbanh die Ämter des Gouverneurs der Provinz Bolikhamsay und der „Special Zone“ Sieng Hon-Hongsa. In dieser Zeit war er ein führendes Mitglied des nationalen Ausschusses für ländliche Entwicklung der Provinz Bolikhamsay.
Sengaphone gehörte der Volksgruppe Lao Loum an.

### Tod
Sengaphone starb zusammen mit 19 weiteren Politikern bei einem Flugzeugabsturz. Die Maschine des Typs AN-74-300 der Laotischen Volksarmee stürzte am 17. Mai 2014, um 6:30 Ortszeit im Dorf Ban Nadi im Distrikt Paek der Provinz Xieng Khouang ab und brannte vollkommen aus. Unter den Todesopfern befanden sich neben Sengaphone der Gouverneur von Vientiane, Soukanh Mahalath, der Abgeordnete Cheuang Sombounkhanh des Zentralkomitees der Laotischen Revolutionären Volkspartei sowie der Verteidigungsminister von Laos, Douangchay Phichit. Nur drei der 22 Passagiere an Bord überlebten den Absturz in der Provinz Xieng Khouang.